# Złoty Las
 (mars 2025).
Si vous disposez d'ouvrages ou d'articles de référence ou si vous connaissez des sites web de qualité traitant du thème abordé ici, merci de compléter l'article en donnant les références utiles à sa vérifiabilité et en les liant à la section « Notes et références ».
Złoty Las est une localité polonaise de la gmina et du powiat de Świdnica en voïvodie de Basse-Silésie.